# Karol Lesman
Karol Lesman (ur. 4 listopada 1951 w Bredzie) – holendersko-polski tłumacz literatury polskiej.

## Życiorys
Jest synem Polaka i Holenderki. Jego ojciec był żołnierzem 1 Dywizji Pancernej.
Ukończył slawistykę na Uniwersytecie Amsterdamskim. Pracą translatorską zajmuje się od 1979, w pełnym wymiarze zawodowym od 1991. 

## Tłumaczenia
Według:
- 2023: Olga Tokarczuk, Empuzjon
- 2022: Tadeusz Borowski, opowiadania (pod tytułem Hierheen naar het gas, dames en heren - Proszę Państwa do gazu), razem z Charlotte Pothuizen; Jakub Małecki, Saturnin; Jerzy Andrzejewski, Złoty lis
- 2021: Wiesław Myśliwski, Ucho igielne; Czesław Miłosz, Traktat teologiczny
- 2020: Ewa Lipska, Miłość, droga pani Schubert...; Jakub Małecki, Rdza
- 2019: Hanna Krall Król kier znów na wylocie; Olga Tokarczuk, Księgi Jakubowe
- 2017: Wiesław Myśliwski, Widnokrąg
- 2016: Wiesław Myśliwski, Ostatnie rozdanie; Anna Bikont, My z Jedwabnego, razem z Charlotte Pothuizen, Goverdien Haupt-Grubben i Dirkiem Zijlstrą,
- 2015: Marek Hłasko, Nawrócony w Jaffie; Bolesław Prus, Lalka
- 2013: Wisława Szymborska, Wystarczy; Tomek Tryzna, Blady Niko
- 2012: Wiesław Myśliwski, Kamień na kamieniu; Jarosław Mikołajewski, Uśmiech baranka
- 2011: Andrzej Stasiuk, Dziewięć; Andrzej Sapkowski, Ostatnie życzenie
- 2010: Wojciech Kuczok, Widmokrąg
- 2009: Andrzej Stasiuk, Jadąc do Babadag; Wiesław Myśliwski, Traktat o łuskaniu fasoli; Wisława Szymborska Tutaj
- 2008: Olga Tokarczuk, Ostatnie historie; Rutka Laskier, Pamiętnik Rutki Laskier
- 2007: Andrzej Stasiuk, Opowieści galicyjskie; Marek Krajewski, Widma w mieście Breslau; Wisława Szymborska, Dwukropek; Anna Bikont i Joanna Szczęsna, Pamiątkowe rupiecie, przyjaciele i sny Wisławy Szymborskiej
- 2006: Anna Świrszczyńska, wiersze (pod tytułem De mooiste van Świrszczyńska), razem z Jo Govaerts; Julian Stryjkowski, Głosy w ciemności
- 2004: Tomek Tryzna, Idź, kochaj, Dorota Masłowska, Wojna polsko-ruska pod flagą biało-czerwoną
- 2003: Tadeusz Różewicz, Reszta jest milczeniem; antologia Heb medelijden, tijd. Poolse poëzie van de twintigste eeuw; Paweł Huelle, Mercedes-Benz. Z listów do Hrabala; Marek Hłasko, Sowa, córka piekarza
- 2002: Marek Hłasko, Ósmy dzień tygodnia; Jerzy Pilch, Pod Mocnym Aniołem, Paweł Huelle, Stół
- 2001: Andrzej Stasiuk, Dukla; Witold Horwath, Seans
- 2000: Ewa Lipska, Ludzie dla początkujących, razem z Ad van Rijsewijk; Stanisław Ignacy Witkiewicz, Regulamin Firmy Portretowej S.I.Witkiewicz; Anna Bolecka, Kochany Franz; Olga Tokarczuk, Dom dzienny, dom nocny
- 1999: Małgorzata Saramonowicz, Siostra
- 1998: Andrzej Stasiuk, Biały kruk, Tomek Tryzna, Syloe; Olga Tokarczuk, Prawiek i inne czasy
- 1997: Anna Bolecka, Biały kamień; Stanisław Ignacy Witkiewicz, Sonata Belzebuba i inne teksty
- 1996: Tomek Tryzna, Panna Nikt; Stanisław Ignacy Witkiewicz, Pożegnanie jesieni
- 1995: Zbigniew Herbert, Barbarzyńca w ogrodzie
- 1994: Stella Müller-Madej, Oczami dziecka
- 1993: Stanisław Ignacy Witkiewicz, Nienasycenie; Marian Pankowski, Gość
- 1992: Marek Hłasko, Opowiem Wam o Esther
- 1991: Paweł Huelle, Weiser Dawidek, Kazimierz Brandys, Rondo
- 1989: Janusz Korczak, Kiedy znów będę mały
- 1988: antologia Polen. Verhalen van deze tijd
- 1981: Marian Pankowski, Smagła swoboda

## Nagrody
- Aleida Schot-prijs za przekład Nienasycenia Stanisława Ignacego Witkiewicza (1995)[6]
- Nagroda Fundacji Jurzykowskiego za tłumaczenia (1997)[7]
- Nagroda Polskiego PEN Clubu za przekład z literatury polskiej na język obcy (1999)[8]
- Fonds voor de Letteren Vertaalprijzen (Nagroda Translatorska Funduszu Literatury) za całokształt twórczości translatorskiej (2009)[9]
- Nagroda Transatlantyk za propagowanie polskiej literatury w świecie (2013)[10]
- Martinus Nijhoff Vertaalprijs za całokształt twórczości translatorskiej (2017)[11]
- Nagroda Literacka ZAiKS za przekład literatury polskiej na język obcy (2020)[12]
- Europese Literatuurprijs (Europejska Nagroda Literacka) za przekład Empuzjonu Olgi Tokarczuk (2024)[13]